# Damien Francis
Damien Francis (Wandsworth, Gran Londres, Inglaterra, 27 de febrero de 1979) es un exfutbolista jamaicano. Jugaba de volante y se retiró del fútbol profesional en octubre de 2008 tras no poder recuperarse de una lesión a la rodilla, contraída en abril de 2007 frente al Manchester City.

## Selección nacional
Fue internacional con la Selección nacional de fútbol de Jamaica en una ocasión en el 2003.

## Clubes
| Club           | País       | Año       |
| -------------- | ---------- | --------- |
| Wimbledon F.C. | Inglaterra | 1997-2003 |
| Norwich City   | Inglaterra | 2003-2005 |
| Wigan Athletic | Inglaterra | 2005-2006 |
| Watford        | Inglaterra | 2006-2008 |

- Datos: Q5212437